# زاوية فاسية
الزاوية الفاسية نسبة إلى مؤسسها الشيخ الصوفي أبي المحاسن سيدي يوسف الفاسي الفهري القصري. بعد وفاته استخلفه أخوه الشيخ أبو زيد عبد الرحمان الفاسي. تعتبر زاوية الفاسي الفهري الكائنة حاليا بدرب السفلي من حومة المخفية من أهم الزوايا التي أعطت الكثير للعلم بحيث تخرج على يد شيوخها العديد من العلماء والفقهاء ومن أهلها كان العديد من الكتاب والأدباء الذين أغنوا المكتبات بعشرات المجلدات والمخطوطات من مختلف التخصصات من علوم صوفية وطب وفلك وشريعة وعلوم التراجم والأنساب والتاريخ والشعر, وهناك العديد من الكتب التي تطرقت لهم وجمعت فضائلهم ومحاسنهم من ضمنها كتاب مرآة المحاسن في ذكر الشيخ أبي المحاسن, وهناك في مدينة فاس زاوية أخرى لآل الفاسي وهي زاوية الشيخ عبد القادر الفاسي بحومة القلقليين.